# Arcidiocesi di Antequera

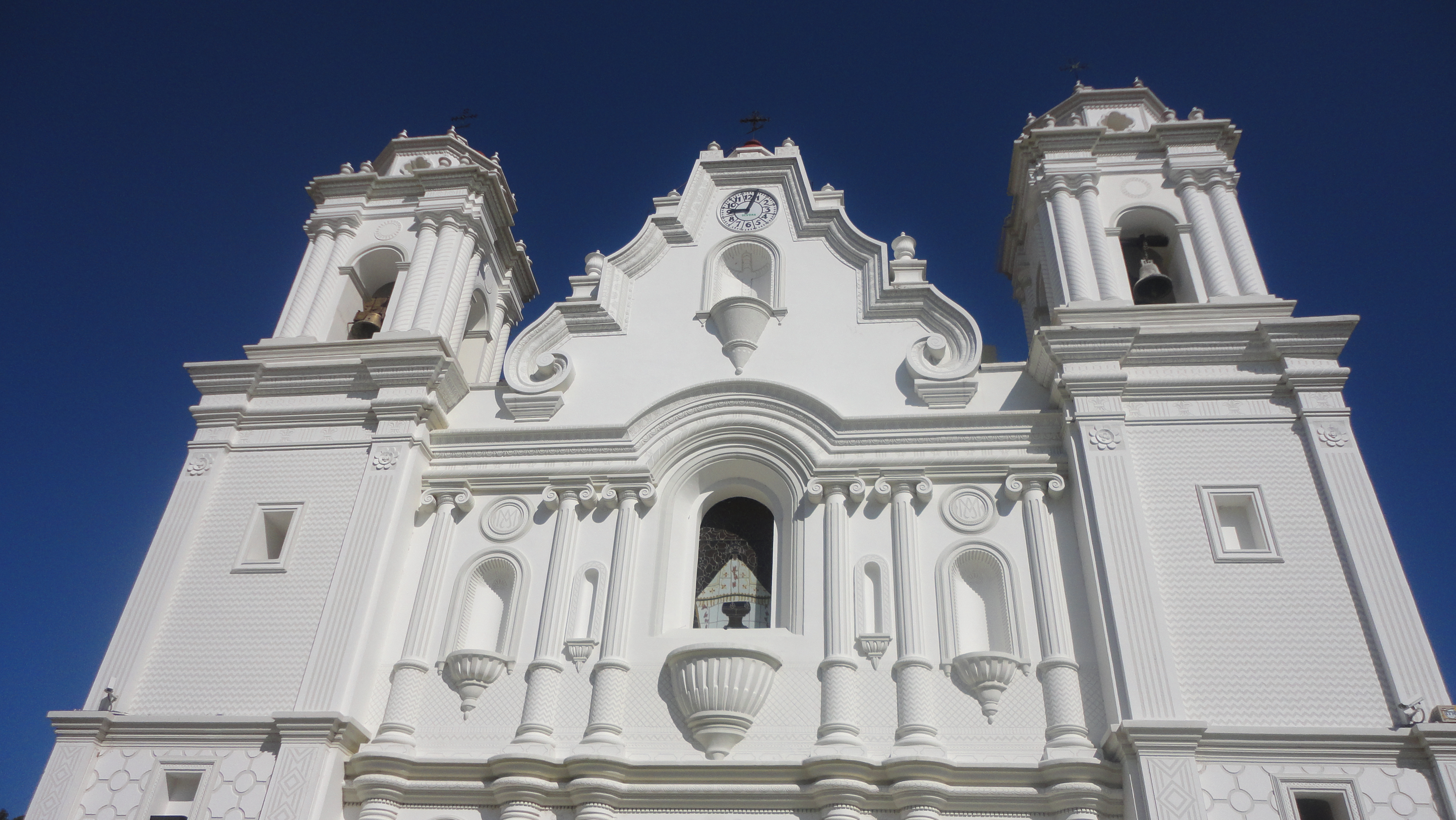
Il santuario di Nuestra Señora de Juquila.

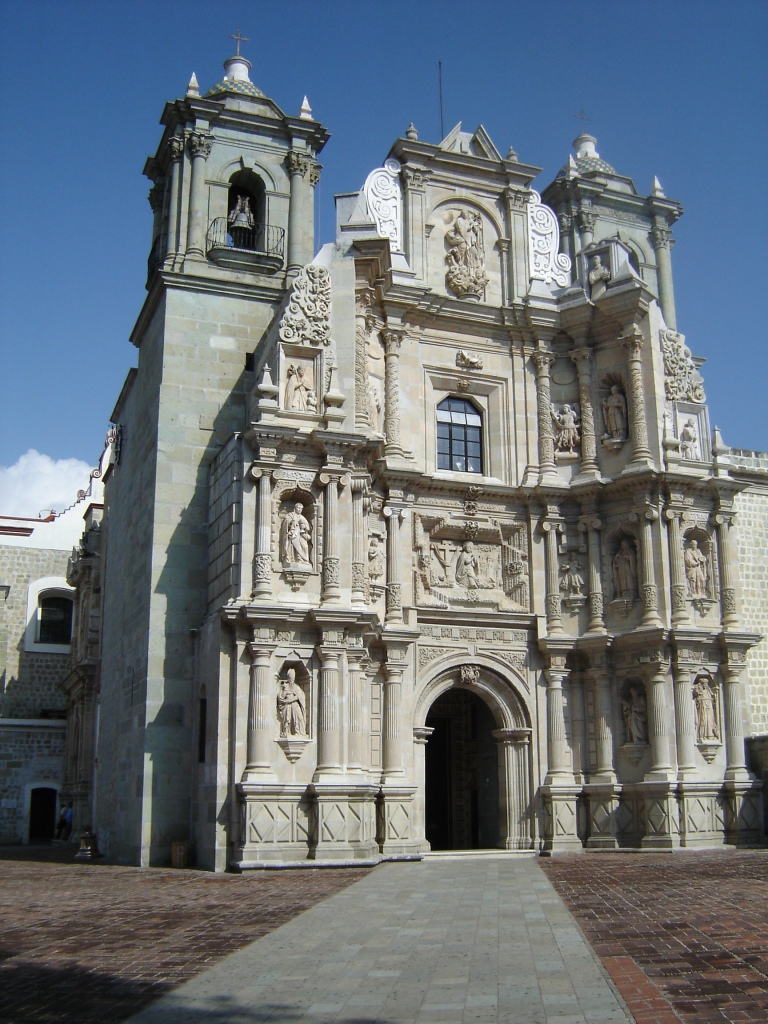
La basilica minore di Nostra Signora della Solitudine (Nuestra Señora de la Soledad) di Oaxaca de Juárez.

L'arcidiocesi di Antequera (in latino Archidioecesis Antequerensis) è una sede metropolitana della Chiesa cattolica in Messico. Nel 2022 contava 1.462.360 battezzati su 1.856.630 abitanti. È retta dall'arcivescovo Pedro Vázquez Villalobos.

## Territorio
L'arcidiocesi comprende 326 comuni dello stato messicano di Oaxaca.
Sede arcivescovile la città di Oaxaca de Juárez, fino al 1821 chiamata Antequera, dove si trova la cattedrale dell'Assunzione di Maria Vergine. Nella stessa città sorge anche la basilica minore di Nostra Signora della Solitudine (Nuestra Señora de la Soledad).
Il territorio si estende su una superficie di 34.000 km² ed è suddiviso in 123 parrocchie.

### Provincia ecclesiastica
La provincia ecclesiastica, istituita nel 1891, comprende 5 suffraganee:
- prelatura territoriale di Huautla,
- prelatura territoriale di Mixes,
- diocesi di Puerto Escondido,
- diocesi di Tehuantepec,
- diocesi di Tuxtepec.

## Storia
La diocesi di Antequera fu eretta il 21 giugno 1535 con la bolla Illius fulciti praesidio di papa Paolo III, ricavandone il territorio dalla diocesi di Tlaxcala (oggi arcidiocesi di Puebla de los Ángeles). Originariamente era suffraganea dell'arcidiocesi di Siviglia.
Era la terza diocesi istituita in territorio messicano, dopo quella Carolense, eretta nel 1519, e la diocesi di Città del Messico, eretta nel 1530.
Il 19 marzo 1539 cedette una porzione del suo territorio a vantaggio dell'erezione della diocesi del Chiapas (oggi diocesi di San Cristóbal de Las Casas).
Il 12 febbraio 1546 è entrata a far parte della provincia ecclesiastica di Città del Messico.
Alla fine del XVI secolo il vescovo Bartolomé de Ledesma fondò un collegio per i chierici poveri, che contribuì alla formazione del clero diocesano per diversi decenni. Un vero e proprio seminario fu fondato circa un secolo dopo dal vescovo Tomás de Monterroso ed inaugurato il 12 aprile 1673.
Il 19 marzo 1863 cedette una porzione del suo territorio a vantaggio dell'erezione della diocesi di Veracruz-Jalapa (oggi arcidiocesi di Jalapa).
Il 23 giugno 1891 ha ceduto un'altra porzione del suo territorio per l'erezione della diocesi di Tehuantepec e contestualmente è stata elevata al rango di arcidiocesi metropolitana, in forza della bolla Illud in primis di papa Leone XIII. Il 17 febbraio 1897 cedette un'altra porzione di territorio alla diocesi di Tehuantepec.
Il 25 aprile 1902, il 13 gennaio 1962, l'8 ottobre 1972, l'8 gennaio 1979 e l'8 novembre 2003  ha ceduto ulteriori porzioni di territorio a vantaggio dell'erezione rispettivamente della diocesi di Mixtecas (oggi diocesi di Huajuapan de León), della diocesi di Tehuacán, della prelatura territoriale di Huautla, della diocesi di Tuxtepec e di quella di Puerto Escondido.

## Cronotassi dei vescovi
Si omettono i periodi di sede vacante non superiori ai 2 anni o non storicamente accertati.
- Juan Lopez de Zárate † (21 giugno 1535 - 10 settembre 1555 deceduto)
  - Sede vacante (1555-1561)
- Bernardo de Albuquerque, O.P. † (27 giugno 1561 - 23 luglio 1579 deceduto)
  - Sede vacante (1579-1583)
- Bartolomé de Ledesma, O.P. † (3 giugno 1583 - 16 febbraio 1604 deceduto)
- Baltazar de Cobarrubias y Múñoz, O.S.A. † (6 giugno 1605 - 4 febbraio 1608 nominato vescovo di Michoacán)
- Juan de Cervantes † (28 maggio 1608 - 13 settembre 1614 deceduto)
  - Sede vacante (1614-1617)
- Juan Bartolomé de Bohórquez e Hinojosa, O.P. † (13 novembre 1617 - settembre 1633 deceduto)
  - Sede vacante (1633-1636)
- Leonel de Cervantes y Caravajal † (18 febbraio 1636 - 1637 deceduto)[6]
- Bartolomé de Benavente y Benavides † (27 giugno 1639 - 26 luglio 1652 deceduto)
  - Sede vacante (1652-1655)
- Francisco Diego Díaz de Quintanilla y de Hevía y Valdés, O.S.B. † (14 maggio 1655 - 6 dicembre 1656 deceduto)
- Juan Alonso de Cuevas y Dávalos † (19 gennaio 1658 - 28 aprile 1664 nominato arcivescovo di Città del Messico)
- Tomás de Monterroso, O.P. † (23 giugno 1664 - 26 gennaio 1678 deceduto)
- Nicolás Ortiz del Puerto y Colmenares Salgado † (3 ottobre 1678 - 13 agosto 1681 deceduto)
  - Sede vacante (1681-1683)
- Isidoro Sariñana y Medina Cuenca † (27 settembre 1683 - 10 novembre 1696 deceduto)
- Manuel Plácido de Quirós de Porras, O.S.B. † (7 aprile 1698 - 9 marzo 1699 deceduto)
- Ángel de Maldonado, O.Cist. † (21 giugno 1700 - 17 aprile 1728 deceduto)
- Francisco de Santiago y Calderón, O. de M. † (6 luglio 1729 - 13 ottobre 1736 deceduto)
- Tomás Montaño y Aarón † (3 marzo 1738 - 24 ottobre 1742 deceduto)
- Diego Felipe Gómez de Angulo † (28 settembre 1744 - 28 luglio 1752 deceduto)
- Buenaventura Blanco y Elguero (Helguero) † (26 settembre 1753 - 12 maggio 1764 deceduto)
- Miguel Anselmo Álvarez de Abreu y Valdéz † (22 aprile 1765 - 17 luglio 1774 deceduto)
- José Gregorio Alonso de Ortigosa † (29 maggio 1775 - 21 settembre 1792 dimesso)
- Gregorio José de Omaña y Sotomayor † (24 settembre 1792 - 11 ottobre 1797 deceduto)
  - Sede vacante (1797-1801)
- Antonio Bergosa y Jordán † (23 febbraio 1801 - 15 novembre 1817 nominato arcivescovo di Tarragona)
- Manuel Isidoro Pérez Sánchez † (4 giugno 1819 - 27 dicembre 1837 dimesso)
- José Epigmenio Villanueva y Gomez de Eguiarreta † (23 dicembre 1839 - 13 maggio 1840 deceduto)
- Angel Mariano de Morales y Jasso † (1º marzo 1841 - 27 marzo 1843 deceduto)
- Antonio Mantecón y Ibáñez † (25 gennaio 1844 - 11 febbraio 1852 deceduto)
  - Sede vacante (1852-1854)
- José Agustín Domínguez y Díaz † (7 aprile 1854 - 25 luglio 1859 deceduto)
- José María Covarrubias y Mejía † (22 luglio 1861 - 5 dicembre 1867 deceduto)
- Vicente Fermín Márquez y Carrizosa † (22 giugno 1868 - 1º gennaio 1887 deceduto)
- Eulogio Gregorio Clemente Gillow y Zavalza † (23 maggio 1887 - 19 maggio 1922 deceduto)
- José Othón Núñez y Zárate † (19 maggio 1922 succeduto - 5 marzo 1941 deceduto)
- Fortino Gómez León † (21 novembre 1942 - 25 luglio 1967 ritirato[7])
- Ernesto Corripio y Ahumada † (25 luglio 1967 - 11 marzo 1976 nominato arcivescovo di Puebla de los Ángeles)
- Bartolomé Carrasco Briseño † (11 giugno 1976 - 4 ottobre 1993 ritirato)
- Héctor González Martínez (4 ottobre 1993 succeduto - 11 febbraio 2003 nominato arcivescovo di Durango)
- José Luis Chávez Botello (8 novembre 2003 - 10 febbraio 2018 ritirato)
- Pedro Vázquez Villalobos, dal 10 febbraio 2018

## Statistiche
L'arcidiocesi nel 2022 su una popolazione di 1.856.630 persone contava 1.462.360 battezzati, corrispondenti al 78,8% del totale.
| anno | popolazione | popolazione | popolazione | presbiteri | presbiteri | presbiteri | presbiteri                | diaconi | religiosi | religiosi | parrocchie |
| anno | battezzati  | totale      | %           | numero     | secolari   | regolari   | battezzati per presbitero | diaconi | uomini    | donne     | parrocchie |
| ---- | ----------- | ----------- | ----------- | ---------- | ---------- | ---------- | ------------------------- | ------- | --------- | --------- | ---------- |
| 1950 | 890.000     | 900.000     | 98,9        | 136        | 125        | 11         | 6.544                     |         | 15        | 120       | 133        |
| 1959 | 976.000     | 991.440     | 98,4        | 168        | 156        | 12         | 5.809                     |         | 12        | 139       | 133        |
| 1966 | 1.210.000   | 1.230.000   | 98,4        | 158        | 141        | 17         | 7.658                     |         | 17        | 194       | 112        |
| 1970 | 1.300.000   | 1.325.000   | 98,1        | 160        | 142        | 18         | 8.125                     |         | 20        | 120       | 119        |
| 1976 | 1.543.140   | 1.593.140   | 96,9        | 157        | 130        | 27         | 9.828                     |         | 31        | 235       | 130        |
| 1980 | 1.492.000   | 1.520.000   | 98,2        | 162        | 136        | 26         | 9.209                     | 4       | 29        | 235       | 112        |
| 1998 | 1.768.721   | 1.944.517   | 91,0        | 180        | 139        | 41         | 9.826                     | 18      | 52        | 290       | 130        |
| 1999 | 1.900.730   | 2.120.000   | 89,7        | 186        | 147        | 39         | 10.218                    | 19      | 52        | 290       | 130        |
| 2002 | 1.365.439   | 2.127.160   | 64,2        | 191        | 152        | 39         | 7.148                     | 21      | 59        | 290       | 141        |
| 2003 | 942.439     | 1.657.160   | 56,9        | 165        | 126        | 39         | 5.711                     | 21      | 59        | 263       | 113        |
| 2004 | 942.439     | 1.657.160   | 56,9        | 165        | 126        | 39         | 5.711                     | 21      | 59        | 268       | 113        |
| 2006 | 1.132.000   | 1.415.000   | 80,0        | 179        | 137        | 42         | 6.324                     | 26      | 61        | 226       | 111        |
| 2012 | 1.246.000   | 1.489.000   | 83,7        | 181        | 148        | 33         | 6.883                     | 23      | 35        | 229       | 122        |
| 2015 | 1.462.598   | 1.747.061   | 83,7        | 185        | 148        | 37         | 7.905                     | 20      | 41        | 205       | 122        |
| 2018 | 1.488.982   | 1.778.576   | 83,7        | 184        | 151        | 33         | 8.092                     | 20      | 37        | 205       | 123        |
| 2020 | 1.504.739   | 1.797.398   | 83,7        | 196        | 150        | 46         | 7.677                     | 20      | 48        | 268       | 123        |
| 2022 | 1.462.360   | 1.856.630   | 78,8        | 172        | 134        | 38         | 8.502                     | 18      | 44        | 142       | 123        |